# Monotoma punctata
Monotoma punctata is een keversoort uit de familie kerkhofkevers (Monotomidae). De wetenschappelijke naam van de soort werd in 1892 gepubliceerd door Ragusa.